# Bromus moellendorffianus
Bromus moellendorffianus là một loài thực vật có hoa trong họ Hòa thảo. Loài này được (Asch. & Graebn.) Hayek mô tả khoa học đầu tiên năm 1932.